# Liste der Oberbürgermeister der Stadt Cottbus
Die Liste der Oberbürgermeister von Cottbus zeigt die Inhaber des Amtes des Bürgermeisters von Cottbus seit 1745 auf, auch wenn die Bezeichnung früher lediglich Bürgermeister war. 
| Amtsbeginn | Amtsende | Amtsinhaber                | Partei | Partei    |
| ---------- | -------- | -------------------------- | ------ | --------- |
| 1745       | 1763     | Johann Friedrich Hindersin |        |           |
| 1763       | 1785     | Johann Ludwig Köhler       |        |           |
| 1785       | 1796     | Gottfried Wilke            |        |           |
| 1797       | 1803     | Johann Christoph Thierbach |        |           |
| 1803       | 1831     | Johann Christian Krenckel  |        |           |
| 1831       | 1848     | Johann Gottlob Roemelt     |        |           |
| 1848       | 1848     | Hofrat Wilke               |        |           |
| 1849       | 1880     | Leopold Jahr               |        |           |
| 1880       | 1892     | Karl Mayer                 |        |           |
| 1892       | 1914     | Paul Werner                |        |           |
| 1914       | 1925     | Hugo Dreifert              |        |           |
| 1926       | 1926     | Heinrich Nollner           |        |           |
| 1927       | 1933     | Erich Kreutz               |        |           |
| 1933       | 1937     | Henricus Haltenhoff        |        | NSDAP     |
| 1937       | 1945     | Franz von Baselli          |        | NSDAP     |
| 1945       | 1946     | Max Döring                 |        | KPD       |
| 1946       | 1949     | Otto Weihrauch             |        | KPD/SED   |
| 1949       | 1953     | Hans Bertram               |        | LDPD      |
| 1953       | 1954     | Margarete Schahn           |        | SED       |
| 1954       | 1958     | Herbert Bomski             |        | SED       |
| 1958       | 1973     | Heinz Kluge                |        | SED       |
| 1973       | 1989     | Erhard Müller              |        | SED       |
| 1989       | 2002     | Waldemar Kleinschmidt      |        | CDU       |
| 2002       | 2006     | Karin Rätzel               |        | parteilos |
| 2006       | 2014     | Frank Szymanski            |        | SPD       |
| 2014       | 2022     | Holger Kelch               |        | CDU       |
| 2022       |          | Tobias Schick              |        | SPD       |